# Красноусольский сельсовет
Красноусольский сельсовет — муниципальное образование в Гафурийском районе Башкортостана.

## История
Согласно «Закону о границах, статусе и административных центрах муниципальных образований в Республике Башкортостан» имеет статус сельского поселения. Тем же Законом, ст. 1, ч. 176 установлено:

176. Отнести рабочий поселок Красноусольский Гафурийского района к категории сельского населенного пункта, установив тип поселения - село.
Отнести Красноусольский поссовет к категории сельсовета с сохранением наименования «Красноусольский». 
— gsrb.ru/MainLeftMenu/ZakonoTvorch/Zakoni/125-2004.php
.
В 1997 году из  Красноусольского поселкового совета был выделен Зареченский сельсовет, согласно 
Закону Республики Башкортостан «Об образовании Зареченского сельсовета Гафурийского района Республики Башкортостан" от 8 декабря 1997 года № 128-З, ст.1:  

Образовать Зареченский сельсовет Гафурийского района Республики Башкортостан путём разделения Красноусольского поселкового Совета Гафурийского района с центром в поселке Курорта, включив в состав сельсовета населенные пункты: поселок Курорта, поселок Пчелосовхоза. 
— http://www.gsrb.ru/MainLeftMenu/ZakonoTvorch/Zakoni/128-1997.php?sphrase_id=966
.
В 2008 году произошло обратное изменение: Зареченский сельсовет вошёл в состав Красноусольского сельсовета.
Закон Республики Башкортостан от 19.11.2008 г. № 49-З «Об изменениях в административно-территориальном устройстве Республики Башкортостан в связи с объединением отдельных сельсоветов и передачей населённых пунктов», ст.1 п. 17) б) гласит:

 "Внести следующие изменения в административно-территориальное устройство Республики Башкортостан:
 объединить Красноусольский и Зареченский сельсоветы с сохранением наименования «Красноусольский» с административным центром в селе Красноусольский.
Включить село Курорта, деревни пчелосовхоза, Белый Камень Зареченского сельсовета в состав Красноусольского сельсовета.

Утвердить границы Красноусольского сельсовета согласно представленной схематической карте.

Исключить из учётных данных Зареченский сельсовет

## Население
| 2002    | 2009    | 2010    | 2012    | 2013    | 2014    | 2015    |
| ------- | ------- | ------- | ------- | ------- | ------- | ------- |
| 12 944  | ↘12 486 | ↗12 954 | ↗12 964 | ↘12 890 | ↘12 841 | ↘12 814 |
| 2016    | 2017    |         |         |         |         |         |
| ↗12 839 | ↗12 929 |         |         |         |         |         |

## Состав сельского поселения
| № | Населённый пункт | Тип населённого пункта       | Население |
| - | ---------------- | ---------------------------- | --------- |
| 1 | Красноусольский  | село, административный центр | ↘11 241   |
| 2 | Курорта          | село                         | ↘598      |
| 3 | пчелосовхоза     | деревня                      | ↘169      |
| 4 | Белый Камень     | деревня                      | ↘118      |
| 5 | Заречный         | деревня                      | ↗78       |

### Упразднённые населённые пункты
Срытая Гора — посёлок, упраздненный в 2005 году.